# Cabinet de curiosités de Joseph Bonnier de La Mosson

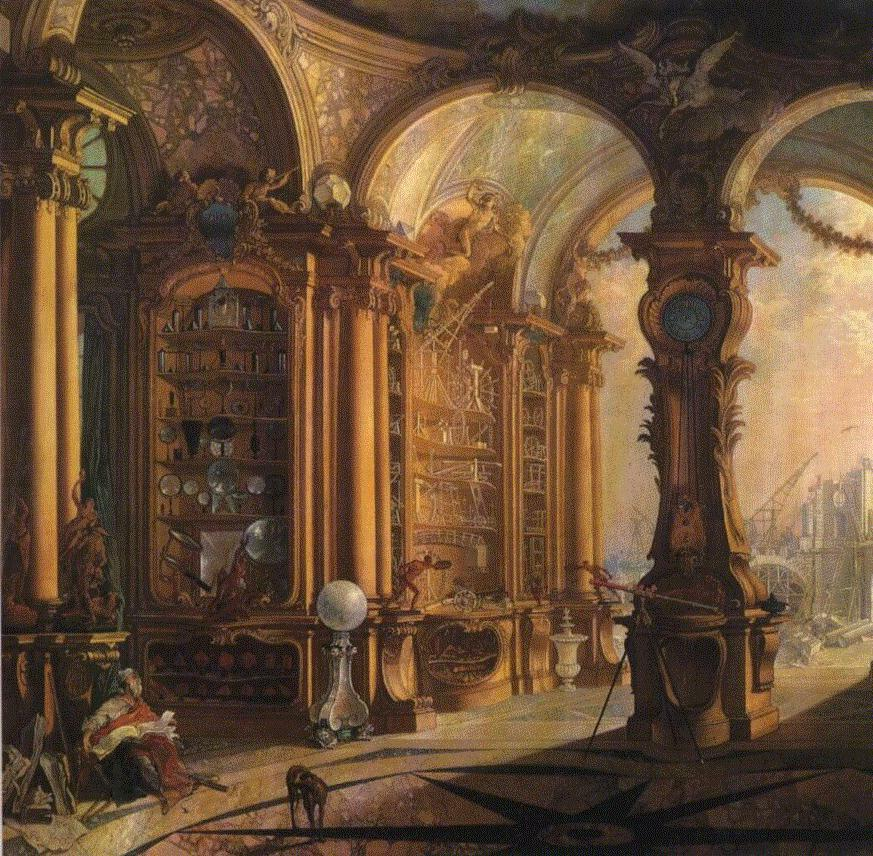
Le Cabinet de physique de Bonnier de La Mosson, par Jacques de Lajoüe (1734, huile sur toile).

Le cabinet de curiosités de Bonnier de La Mosson est un cabinet de curiosités mis en place par Joseph Bonnier de la Mosson dans les années 1730. Occupant plusieurs pièces de son hôtel particulier parisien, il est exemplaire par sa taille et son contenu, l'un des plus riches cabinets du XVIIIe siècle. Il est dispersé après sa mort, en 1744. Les boiseries d'une partie du cabinet sont remontées depuis 1996 dans la médiathèque du Muséum national d'histoire naturelle où elles sont accessibles au public.

## Caractéristiques
Lorsqu'il est encore en place, le cabinet de Bonnier de La Mosson occupe une partie de son hôtel particulier, l'hôtel de Lude, au 58, rue Saint-Dominique (actuel 7e arrondissement de Paris). Il est réparti sur sept pièces en enfilade au premier étage du bâtiment, donnant sur un jardin. Chaque pièce est essentiellement consacrée à une thématique spécifique : il s'agit donc plus d'un ensemble de cabinets de curiosités, presque un proto-musée.
La disposition du cabinet est connue grâce à des dessins de Jean Courtonne (Gallica et Bibliothèque de l'Institut national d'histoire de l'art) ; au plan de l'hôtel réalisé et commenté par Jacques-François Blondel (Architecture française, ou Recueil des plans, élévations, coupes et profils des églises, maisons royales, palais, hôtels & édifices les plus considérables de Paris, tome 1, p. 252 ff – sur Gallica) ; à la description qu’en fit Antoine Joseph Dezallier d’Argenville (L'Histoire naturelle éclaircie dans deux de ses parties principales, la lithologie et la conchyliologie, 1742, pp. 203-205.) Les cabinets sont répartis ainsi :
- Quatre pièces relativement petites :
  - Un cabine de chimie ou laboratoire : cornues, fourneau ;
  - Un cabinet de pharmacie ou apothicairie  : pots d'onguents, élixirs, bocaux divers ;
  - Un cabinet des tours ou machines-outils : ensemble d'outils permettant de travailler le bois ;
  - Un cabinet d'histoire naturelle (dit « premier cabinet d'histoire naturelle ») : animaux conservés dans des fioles.
- Trois grandes pièces :
  - Un cabinet d'histoire naturelle (dit « deuxième cabinet d'histoire naturelle ») : ensemble d'animaux « desséchés » ou empaillés ;
  - Un cabinet de mécanique et de physique : instruments d'astronomie et machines diverses ;
  - Une bibliothèque ; elle comprend en outre un coquillier (parfois décrit comme « troisième cabinet d'histoire naturelle ») comprenant des centaines de coquilles.
- Un petit corridor présentant diverses pièces anatomiques ;
- Un appartement d'été abritant un herbier, des médailles, des tableaux, des porcelaines, des bijoux, etc.

Chaque cabinet comporte un nombre variable d'armoires en bois richement ouvragées, aux vitrines copieusement remplies. Diverses œuvres d'art (tableaux, sculptures en bronze, porcelaines, etc.) sont réparties dans le reste de l'hôtel particulier. Au rez-de-chaussée, on trouve une machine optique, création d'Alexis Magny (d) : coffre de 2 m de haut sur 1 m de large, pesant 800 kg dont l'avant s'ouvre et qui, par l'intermédiaire d'engrenages actionnés par des boutons, permet de simuler une maquette d'opéra avec ses changements de décors et d'éclairages.

## Historique
Joseph Bonnier de la Mosson naît en 1702. Son père tient la charge de trésorier général des États Généraux du Languedoc, c'est-à-dire qu'il a la charge de collecter les impôts pour le roi de France, Louis XV. À sa mort en 1726, Joseph Bonnier hérite de sa charge et d'une fortune considérable, l'un des plus gros héritages de l'époque. Il s'installe à Paris dans l'hôtel de Lude, construit en 1710 par Robert de Cotte, au 58, rue Saint-Dominique.
Grand amateur d'art et de science, Bonnier de la Mosson entreprend à grands frais à partir de 1735 la construction d'un cabinet de curiosités, amassant suffisamment de contenu pour entreprendre plusieurs collections thématiques distinctes. Il acquiert les objets par l'intermédiaire du marchand d'art Edme-François Gersaint, mais réalise parfois les acquisitions directement : il voyage à cette fin deux fois en Hollande. Pour exposer ses collections, Bonnier de la Mosson fait réaliser des armoires en bois au décor complexe. Il charge le peintre Jacques de Lajoüe de la réalisation de quatre dessus de portes. Vers 1739-1740, estimant la collection achevée, il en confie à l'architecte Jean-Baptiste Courtonne la réalisation d'un relevé. La visite de son cabinet est ouverte à tous, conduite par Bonnier de la Mosson lui-même.
Joseph Bonnier de la Mosson meurt brusquement en 1744, à 42 ans. Il laisse derrière lui des dettes colossales, ayant régulièrement oublié de reverser au roi les impôts qu'il a la charge de collecter. Pour les combler, sa veuve entreprend la vente de ses différends biens. Son cabinet de curiosités fait ainsi l'objet d'une vente aux enchères en 1745. Edme-François Gersaint est chargé d'inventorier et de conduire la vente ; sa description minutieuse permet d'en connaître actuellement le contenu détaillé. Le cabinet est ainsi dispersé, moins de dix années après sa formation. Le comte de Buffon, surintendant du Jardin du roi, se porte acquéreur des cinq armoires en boiseries sculptées du 2e cabinet d'histoire naturelle, dit des « animaux desséchés », pour 3 000 livres (grossièrement 50 000 € actuels). Il les fait remonter dans le bâtiment du Cabinet du roi, à l'époque le principal espace de conservation et d'exposition de collections du Jardin, puis les années passent et Buffon meurt en 1788. La Révolution éclate et en 1793 le Jardin du roi devient le Muséum national d'histoire naturelle. Le bâtiment dit du Cabinet du roi conserve tout de même ses cinq armoires du cabinet de Bonnier de la Mosson jusqu'en 1934, date à laquelle le bâtiment est démoli. Les boiseries sont classées comme monuments historiques le 28 octobre 1958. Elles sont remontées depuis 1996 dans la médiathèque du Muséum, garnies de spécimens provenant de ses collections et librement accessibles au public.

## Les collections
Les collections (à l'exclusion des livres) sont très précisément connues grâce au catalogue du cabinet de Joseph II Bonnier de la Mosson rédigé par Edme-François Gersaint au moment de la dispersion de la collection (fin 1744-45). Elles se répartissent entre neuf cabinets (contenant chacun plusieurs armoires) : 

### 1. Cabinet d'anatomie
Plusieurs squelettes humains, divers squelettes d'animaux, quelques myologies & Angeiologies (représentations anatomiques : muscles, circulation), un tableau peint représentant une myologie d'une face humaine ; des cires anatomiques (« morceaux d'Anatomie en cire coloriées (sic) », un buste en cire montrant l’intérieur de la tête, avec différentes parties amovibles ; des portraits en cire ; des pièces en cire représentant les organes génitaux des deux sexes ; un fémur humain qui s’ouvre pour laisser voir la moelle) ; deux « balanus » (le terme désignait le gland, mais ici, il désigne le pénis et scrotum), dont un « factice » ; une tête de « nègre », une tête de momie ; des arrières-faix humains ; une peau de tête humaine.

### 2.Cabinet de chimieou leLaboratoire
Fourneaux (dont deux colonnes d'Athanor), alambics (et bains-marie, cucurbites garnies de leurs chapiteaux et autres ustensiles de distillation), mortiers, ballons, spatules, cornues, diverses pièces en cristal d'Angleterre, une lampe d'émailleur, etc.

### 3.Cabinet de Pharmacieou l'Apoticairerie
Il contient divers récipients pour drogues : 
- Pots de fayance (chevrettes [pots de faïence] pour les Sirops, canons… pour les Électuaires, Onguents et extraits ;
- Bouteilles contenant toutes sortes d'eaux simples et composées, Élixirs, Baumes et autres : Baume du Pérou, Huile de Camphre, Huile Narwale, Élixir de Garrus blanc, Mercure purifié, Baume de Fioraventi et autres ; Eau-de-Vie de Lavande (Lavande rouge, Lavande de la Magdeleine de Trenel, Lavande d'Angleterre) ; Eaux, comme Eau de Miel, Eau de Chypre, Eau Inconnuë, & autres ;
- Flacons en cristal d'Angleterre contenant différentes liqueurs spiritueuses, comme Eau d'Œillet, Lait Virginal, ... Dissolvant universel & Eau de Cordou ainsi que du Cachou composé, Eaux de senteur, Baumes & Huiles, comme Eau des Sultanes, Baume Inconnu, Eau Magistrale, Huile d'Avara, de Carapa, Huile pour les hémorroïdes… et de l'huile animale & de Gayac, de l'essence d'Ambre et de Thin, de la Poudre d'or rouge de l'Abbé Pichon, du Baume de la Mecque, etc.

On y trouve aussi deux nécessaires pour les dents dans une boite couverte de peau de chien « de mer », garni en argent, et renfermant dans divers compartiments de velours deux petites boites à pâte d'argent;… les instruments nécessaires pour le nettoiement des dents…, une Boëte à pomade d'argent; d'un Étui à cure-dents; de deux autres petites Boëtes propres à mettre les poudres pour nettoyer les dents… S’y ajoutent encore des mortiers avec leurs pilons de potin, des balances, etc.
Les drogues mentionnées sont les suivantes : Scammonée d'Alep, Jalap, Ippecacuanba, Gomme Elemi, Sang de Bouquetin, Racine de Pareira-Brava, Contrayerva, Costus corticosus, Sel Armoniac, Dictame de Crete, Quinquina… ainsi que térébenthine et Camphre, Gerofle, Benjoin, Borax, Ambregris, Musc. Dans un autre cabinet se trouvaient thériaque, confection d'hyacinthe, orviétan.

### 4.Cabinet des Drogues
Ce Cabinet qui est fort petit ne contient autre chose que le Droguier, composé de près de huit cens bocaux de verre contenant différents Sels, Bois, Fruits, Racines, Gommes, Couleurs, Cristaux, Terres, Corraux, Talcs, Souffres, Bithumes, Ambres, Pierres fines, brutes & autres ingrédients propres et convenables à ce genre de curiosité.
Le droguier se trouve dans une armoire vitrée.  	

### 5. Cabinet «du Tour et des Outils propres à différents Arts»
Tour à guillocher avec de nombreux accessoires, différents tours, outils de menuiserie, ébénisterie, horlogerie, certaines parties étant en bois de palissandre et d'amarante, en ivoire, en argent. Il y a également un meuble contenant un nécessaire de peintre (pierre à broyer, huilier ou pincelier d'argent, un étui d'ivoire, garni de plusieurs petites cases propres à mettre les couleurs en miniature, des couleurs en vessies; un porte-crayon, un chevalet), de petites pièces remarquables réalisées au tour telles qu’une boule de buis taillée à jour contenant un objet plus gros que ces jours, quelques petits objets d'art (La représentation de la Tour de Nanquin faite en ivoire), d'autres objets singuliers, et des bocaux de verre blanc pour les y placer, et une cassolette de cuivre servant à faire exhaler des odeurs.

### 6. Le premierCabinet d'Histoire naturelle
« … contenant les Animaux en Fiole dans une liqueur conservative, avec quelques Minéraux » :
Ce cabinet renferme six vastes armoires.
- La première compte mille animaux pour la plupart exotiques, avec une préférence pour les spécimens rares ou singuliers, gros et colorés, dangereux, très velus et ceux qui sont accompagnés de leurs petits ou de leurs œufs : des Monstres, quelques Fœtus humains et autres, quelques Fruits ou Plantes Étrangères, etc. Il mentionne plus loin : un amphisbène (ou double-marcheur); deux gros Crapauds de Surinam, de l'espèce de ceux qui font leurs petits par le dos, et sur le dos de l'un desquels on en voit plusieurs qui sont prêts à sortir (Il s'agit peut-être de Pipa arrabali ou espèce voisine), un Lièvre singulier, ayant une seule tête, quatre oreilles, deux corps, et huit pattes. Le seul fruit mentionné est un ananas.
- Les autres armoires contiennent d’autres fœtus animaux (et humains), beaucoup d’animaux (un opossum avec ses petits (avec des explications sur la poche marsupiale), deux belles et monstrueuses Chenilles velues de Surinam, un animal appelé le malin, des caméléons, des lézards crocodiles, des poissons (un remora, un embryon de Poisson d'une forme particulière) ; « Deux Lézards volants » originaires du Canada. Le Draco volans est asiatique, en fait, ils volent d'arbre en arbre; ils y font leurs nids et pondent comme les Oiseaux; leurs œufs sont bleus et de la grosseur d'un pois, ils sont ordinairement très-bien mouchetés de rouge et de bleu; des Coquilles anatiferes appelées Chopinettes en Normandie. Des crocodiles, un hippopotame. Des œufs d'autruche ;
- Des animaux qui défient tout classement : des poissons volants, poisson écailleux (c'est le nom de l'espèce); un fragment de tête d'une Vache marine avec ses deux dents (plus loin, la vache marine est identifiée au lamentin, un des gros Poissons de l'Amerique dont Les femelles ont deux mamelles qui ne diffèrent point en situation, grandeur, grosseur et figure de celles des femmes noires de l'Amérique), des Cornes de Licorne ou de Narwal, et de Rhinocéros de la plus grande sorte;
- Des créatures marines de nature difficile à déterminer : une éponge dure de mer ; des Madrepores et autres Plantes pierreuses (polypiers) des litophitons (sorte de litophytons, gorgones, polypiers)… des plantes moles (écrit ailleurs : molles) et Panaches de mer ;
- Des monstres : un poulet à quatre pattes et un chat à deux têtes ;
- Des minéraux et fossiles : des morceaux de stalagmite (Cristallisation ou Congélation) des grottes d'Arsy, en Bourgogne; des coquilles fossiles; des marcassites (contenant du métal), pierres de Croix et étoilées, pierres de composition gravées en relief, pierres d'aigle et de foudre. La pierre d'aigle (aétite) est une pierre noirâtre et sonnante à cause d'une autre petite pierre intérieure qu'elle renferme, elle est censée rendre l'accouchement plus facile et plus prompt, des mines (morceaux de minerai : de plomb, d'améthyste, d'argent et argent de S. André (c’était le nom d’un filon d’une mine ancienne à Giromagny), de talc et autres; morceaux de lapis lazuli, quelques Agates et autres Cailloux ; cailloux durs de Château-Neuf, vitrifications ; pyrites sulfureuses, matières bitumineuses, du « Ciment des Romains », Verd de gris de la Chine, morceaux de marbre ;
- Des objets d’art : Une coupe montée sur un pied, le tout fait de corne de Rhinocéros et anciennement sculpté. Le pied représente Neptune, il porte la Coupe et il marche sur la Mer, entouré de divers Poissons; un Nautilus crassus monté sur pied ; des chapelets (d'améthyste, de jaspe, ambre); cristal de roche taillé à facettes et monté en argent ; Un Bezoard de Porc-épic enchâssé dans de l'or ;
- Des pièces végétales : une Grappe de Palmier, portant son fruit ou ses dates, plusieurs Cocos avec leurs écorces.

### 7. Le deuxièmeCabinet d'Histoire naturelle
Ce dernier renferme les animaux desséchés, les Papillons et autres Insectes, les Plantes, les Mines, les Minéraux, etc. (il ajoute plus loin : fossiles, cristallisations, madrepores et autres « plantes marines », avec quelques habillements indiens) ;
- Des animaux divers : beaucoup de poissons, dont Deux poissons appelés Porcs-épics ; des crocodiles (animal qui est considéré comme le plus grand de tous les Lézards) et deux œufs ; des oiseaux empaillés et montés ; divers bézoards, des égagropiles (également appelés bézoards de poil) ;
- Des insectes rangés dans des boîtes entomologiques, présentés derrière une vitre : papillons, surtout exotiques, et autres insectes. Il y a dans certaines boîtes des papillons factices mais fort peu et ils sont faciles à reconnaître ;
- Des créatures marines de nature incertaine : orgues de mer (et autres espèces de madrépore), champignons de mer (holothuries, certaines à tentacules arborescents); une anémone de mer, des coraux divers, étoiles de mer, deux balanus de baleine, deux grandes Scies ou défenses du Poisson appelé l'Espadon, défini en note comme poisson monstrueux qui fait la guerre à la Baleine et il la blesse souvent à mort. Les Pécheurs le craignent beaucoup, parce qu'il coupe leurs filets avec cette arme ; des cornes de narwal appelée communément corne de Licorne, l'une d'elles au bout d'une tête de narval sculptée, l'autre au bout d'une tête de licorne sculptée ;
- Des végétaux de nature incertaine :
  - Une autre racine aussi particulière, appelée « agneau tartare » ou Agnus Scythicus, qui est une plante de l'espèce des Zoophites; on l'appelle ainsi à cause de la ressemblance qu'elle a avec un jeune Agneau et plus loin, en note : elle tient à la terre par une tige ou pédicule qui lui sert de nombril; en croissant elle change de place autant que son pédicule le lui permet, et quand elle est meure (sic) sa tige se sèche et elle se revêt d'une peau velue douce. Cette Plante croît proche de Samara sur le Wolga; on pourrait la mettre dans l'espèce des Champignons ;
  - Deux belles Racines de Mandragore représentant deux Figures comiques.
- Des fossiles, exosquelettes, pièces pétrifiées (les distinctions entre ces catégories n’étant pas claires) :
  - Fossiles : dents de lamies (requins), Échinus [oursins], pierres d'Ammon, Coquilles ;
  - Morceau de bois pétrifié, dents d'éléphants fossiles, truffe de mer pétrifiée (ormeau ou Laurencia ?), un Tesson de bouteille encrouté par la déposition pierreuse ses eaux d'Arcueil (fortement calcaires), une partie d'une grande corne d'Ammon [ammonite] pétrifiée et cristallisée, et dans laquelle on voit les différentes cellules de ce Nautile.
- Des minéraux : des morceaux de différends Cailloux & Marbres (jaspe rouge, prime (sorte de Cristal de roche coloré) d'émeraude, Glaise pétrifiée et creuse, remplie de cristaux, un morceau de Caillou de Rennes (poudingue siliceux) scié en deux et poli ; des Jets de cristal, de forme Hexagone ; un morceau d'amiante couvert d'une croûte « pierreuse » ; Mines : d'argent et d'or venant du Potosi ;
- Des artefacts (dont objets d’art) :
  - Une Flute Allemande en cire blanche (une flûte traversière, peut-être en buis non teinté ?) ;
  - Des échantillons de différents bois ;
  - Une boule de marbre de Florence dont les motifs évoquent une mappemonde ;
  - Des boëtes de Lac, un plateau de Lac des Indes, des morceaux d'Encre de la Chine ;
  - Des manches de coutelas (turcs?) en agate, or, jade damasquiné ; un morceau d'ambre gravé ; une tasse de jaspe Floride, Deux beaux Coraux rouges… montés dans deux vases de pierre de composition [poudingue ?], artistement travaillez à jour à la Chine, et qui représentent plusieurs ceps de vigne; Une petite Plante de mer placée dans un petit vase de terre des Indes [sans doute une sorte de porcelaine] ;
  - Un très-beau et singulier Rocher métallique factice, placé sur un pied de bois peint et sous une cloche de cristal, dans une niche de deux pieds et demi de haut formée par des verdures et des fleurs artificielles, dans le gout d'un Portique de treillage. Ce morceau a été fait par un Chimiste Allemand qui est venu en France il y a dix ou douze ans, et qui, seul, a possédé le secret de faire ces sortes de végétations. Il y a très-peu de ces morceaux à Paris. Une autre pièce comparable, et du même chimiste.
- Des artefacts ethnologiques :
  - Objets chinois : un Branle (sorte de lit ?), Quatre Instruments Chinois, singuliers, dont entre autres un Tambour qui est fait de peau humaine, un bouclier ; un écran ;
  - Une peau de Tigre qui sert de couverture aux Indiens quand ils veulent s'armer; deux Arcs avec plusieurs Flèches; un Carquois; deux Bonnets de plumes; Un Calumet de paix garni de sa pipe de caillou; Plusieurs autres Pièces à l'usage des Indiens ou Chinois… ;
  - Une garniture de Dentelle pour femme… et un Tablier, le tout fait d'écorce d'arbre ;
- Un fort joli ornement de tête de femme à l'usage des Indiennes ou des Persiennes [Perses].

### 8.Cabinet de PhysiqueouCabinet des Machines
« … avec plusieurs Pièces d'Artillerie, et nombre d'autres morceaux qui ont rapport aux Mathématiques » (il ajoute plus loin : divers instruments propres à la physique, à l'astronomie, la gnomonique et à la géographie; des pièces d'optique, une machine pneumatique pour faire les expériences de l'air et du vide, plans en relief « tant pour l'Architecture civile que militaire », orgues, clavecins et autres instruments de musique, globes et sphères, maquettes navales, pendules, pierres d'Aiman, microscopes, verres ardents, télescopes et lunettes d'approche, binocles (tous appareils d'optique à deux « tuyaux »), lunettes, cylindres, pendules, globes célestes, miroirs et Figures Indiennes avec leurs habillements.
L’auteur précise que beaucoup des machines ont été réalisées par Alexis Magny (1711–95) qui travailla également pour le duc de Chaulnes.
Beaucoup d’objets font penser à ceux que l’on peut trouver au Musée des Arts et Métiers : (outils, machines, « tableaux mouvants »).
- Matériel scientifique : Treize différents Problèmes de Mécanique (installations permettant de faire une démonstration de mécanique) ; le nécessaire pour différentes expériences : du moulinet; de la pomme coupée; des marbres; de la bouteille cassée; de la sonnette et : la plume dans l'air; la plume dans le vide ; objets servant à l'étude de la géométrie ; divers globes en faïence, d'autres faits par l'Abbé Nollet, des sphères dues au géographe Guillaume Delisle, une Sphère mouvante, établie sur le système de Ticho-Brahé (longues explications p.151ff) ; un globe terrestre indiquant les fuseaux horaires ;

Pour l’étude de la pression : des Fontaines intermittentes (fer blanc ou cuivre), une autre Fontaine de cuivre, propre à la compression de l'air et formant jet-d'eau (sorte de fontaine de compression), sans doute d’après les modèles de l’abbé Nollet. Un baromètre, thermomètre de Galilée, décrit comme un cylindre de verre rempli d'eau, dans laquelle nagent, montent et descendent plusieurs différentes figures d'émail, avec plus ou moins de vitesse.
- Études de technologie : des maquettes de machines agies par des ressorts, des rouleaux, d’abord d'une machine permettant d'orienter et déplacer un grand verre ardent ; d'une presse à monnaie ; de différentes machines-outils; d'une Machine dont l'effet est de dessaler l'eau de la Mer, d'une autre pouvant désenvaser les ports; une machine pour aider à transplanter facilement des arbres dans les Parcs, un moteur de pompe à eau, des machines pour aider sur les chantiers de construction (une de Fontana), machines de divers moulins (Moulin à eau, propre à presser les canes de sucre, à papier, à grain); beaucoup de modèles de pompes, un modèle d'un pont pouvant être construit rapidement ; des vis d'Archimède, une installation de suisse artificiel (ferme-porte); un Thermomètre propre à cuire des œufs frais ; une horloge astronomique; une horloge à eau; un méridien de cuivre (longues explications pp. 134-135)…
- Des pendules : une pendule automate (un lion qui remue, un maure qui bouge son marteau (jacquemart); une autre montrant le signe du zodiaque, les faces de la Lune, et les longueurs des jours et des nuits; une autre dont une caractéristique est que le Pendule ou balancier, au-lieu d'être place au-dessous du mouvement, est au-contraire placé au-dessus ;
- Objets de médecine : un lit propre à servir à un Paralytique (permettant de le soulever pour faire le lit); des prothèses de bras; un Œil artificiel propre à démontrer l'opération de la Cataracte avec les instruments pour la pratiquer, d'autres yeux artificiels; des cornets acoustiques ;
- Divers : une boussole, un Aimant artificiel en lames d'acier ; une sorte de sextant, un Niveau d'air, renfermé dans un Étui de cuivre ; un Pendule à sable ;
- Objets ethnologiques :
  - Un modèle de canot indien, une ancienne Épée de fer à l'Espagnole, Un Livre à l'usage des Malabarois de quinze feuilles faites de l'écorce d'un arbre, et muni d'un poinçon de fer qui sert à écrire dessus ;
  - Des objets chinois : Une tente Chinoise… facile à transporter et à se tendre promptement, des bouliers, des figures chinoises en cire dans un pavillon à la chinoise ;
  - La représentation d'un Sauvage Indien, de grandeur naturelle, orné d'un bonnet, de plusieurs ceintures, bourses, instruments et autres ustensiles à l’usage des Peuples de ce pays ;
  - Une petite Momie en bois… couverte de plusieurs ornements et hiéroglyphes peints ; Deux Figures Laponnoises, de bois, homme et femme. Elles sont habillées d’étoffes taillées suivant l'usage du Pays.
- Instruments d’optique : une lanterne sourde de cuivre à lampe de Cardan, avec un Miroir de métal poli réfléchissant, garnie d'une grosse loupe de cristal et autres pièces, et un chandelier garni pareillement d'une loupe de cristal et d'un ressort à boudin, servant à mettre une bougie. Nombreux microscopes dont un petit Microscope de réflexion (dont l'objet se reflète sur des miroirs) ; un Télescope Binocle (paire de jumelles), un Télescope de réflexion, Anglais… garni de son genüil de cuivre… de l'invention de Monsieur Newton ce fameux Philosophe Anglais (télescope désigne soit un télescope, soit une longue-vue, selon le cas). Longues considérations sur les télescopes à partir de la page 116. Des Loupes, un Verre propre à observer les Éclipses du Soleil, des miroirs ardents et des verres ardents ; un Miroir de Glace… taillé à différentes facettes; de sorte que l'objet réfléchi y est multiplié autant de fois qu'il s'y trouve de facettes.
- Des armes : un pistolet, Deux Armes Chinoises appelées Kric, d'autres objets anciens parmi lesquels des poignards et couteaux turcs, une masse d'arme, des coutelas anglais, un sabre chinois, un modèle de Batterie de quatre pièces de canon de fonte; un autre d'une batterie de quatre mortiers. un pistolet factice servant de briquet pour allumer les bougies ; une cuirasse qui aurait appartenu à Charles IX ; deux arbalètes, diverses pièces de fonte (pierrier, mortier, canon), une chèvre, un joli Modèle de Charrette d'Artillerie, un Fusil à canon, et ornements d'acier damastiquinés en or, d'autres fusils, certains de femme, des pistolets, des mousquetons, une Gibecière garnie en Argent ; divers instruments permettant de bien utiliser les canons ;
- Des Modèles réduits (statiques ou dynamiques, selon) : d'une Barrière propre à mettre dans les champs, pour empêcher les Bestiaux de s'échapper. On en fait usage en Normandie ; une échelle de corde; un fort; une galerie à l'italienne, un château de campagne; des basses-cours; une maison bourgeoise; Notre-Dame de Paris (extérieur); une machine à battre du grain et à le vanner actionnée par un cheval; deux modèles réduits dynamiques de bateau à roue ;
- Des plans en relief (les notions de plan et de modèle réduit ne sont pas clairement distinguées dans le catalogue) et des engins de géomètre : le camp de Neustaat en 1696; le château de Coblents (peut-être le Château des Princes-Électeurs, terminé depuis peu) ;
- Des Drogues propres aux expériences Physiques : phosphore, vif-argent, poudre fulminante (pour les armes à feu), esprit de vitriol, huile de Gayac et un pèse-liqueur ;
- Des jouets optiques : 
  - Un Tableau changeant, dont l'effet se fait avec vitesse, par le secours d'une clef qui le fait mouvoir : Ses changements représentent les quatre Saisons ; un autre tableau mouvant avec 60 figures et animaux en action, à des vitesses différentes. Il s’agit de « tableaux animés » ;
  - Une Lanterne magique à boëte de fer blanc bronzé… avec vingt-neuf châssis, dans lesquels sont renfermez des verres bien peints ;
  - Une lanterne tournante à la lumière, ornée de différentes Figures grotesques très-bien peintes (un cylindre percé de fentes verticales à l'intérieur duquel tourne une bande de papier représentant des personnages grotesques entraînée par une sorte d’hélice mise en mouvement par la chaleur d'une bougie : les personnages semblent bouger) ;
  - Des anamorphoses à miroir ;
  - Des chefs-d’œuvre de main tels une maquette de beffroi garni d'un carillon de six cloches avec son clavier; un modèle réduit dynamique de galère ; d’autres maquettes navales, Un cylindre d'Optique de carton peint, représentant plusieurs Saints et Saintes, avec son point de vue ;
  - Des machines d'optique amusantes : l'une d'elles présente successivement plusieurs décors d'opéra (une forêt, une grotte, etc. avec des personnages) avec aux deux côtés… des bras de cuivre pour recevoir des lumieres, afin d'en pouvoir faire les expériences la nuit, ce qui ne produit qu'un plus bel effet et le Modèle d'un Opéra, garni de toutes les Machines et Décorations convenables pour les changemens, et dont les opérations se font avec la même aisance que dans un grand Opéra. Cette machine permet de voir un opéra en cinq actes. (Suit une longue description, p.161ff) ;
  - Des instruments de musique : un grand Buffet d'Orgue d'Appartement, portant trois claviers, un orgue à cylindre (comme celui de église Saint-Pierre d’Airvault[6] qui a la faculté de jouer seule un Opéra entier, ou sa valeur, par le moyen d'un Cylindre dont un seul tour peut recevoir une pièce de soixante et douze mesures à trois temps, avec toutes ses parties; ce Cylindre peut avoir douze changements différends, c'est-à-dire, douze pièces, dont il y en a déjà deux de notées, qui sont l'ouverture de l’opéra de Monsieur de Mondonville avec sa fugue. Il fonctionne à manivelle et dispose aussi d'un clavier. Également : deux clavecins de Hans Rukiers et Jean-Claude Goujon ; deux violons, véritables Crémones.

### 9. Le troisièmeCabinet d'Histoire naturelle
Il contient les Coquilles, l'Herbier, plusieurs Volumes d'Estampes qui la plupart ont rapport aux Coquilles, et à d'autres parties de l'Histoire naturelle et de la Physique. Ce Cabinet est aussi celui de la Bibliothèque.
La collection est complétée par des tableaux, bronzes, bustes en marbre, porcelaines montées et non montées, meubles curieux, bijoux.
Le coquillier (p.173), au milieu de la bibliothèque : plus de mille coquilles y sont rangées artistement, certaines rares, voire uniques à Paris (Scalata ou Escalier, n°747 p. 192ff), des Amirales, des Marteaux, des Ailes de Papillons, des Uniques, le Cocluchon, des Nautiles papiracez de la belle espèce, des Pelures d'Oignon, des Bécasses épineuses… et des Huitres épineuses. La liste des coquilles commence p. 175.
Le même cabinet contient :
- Un herbier renfermé dans dix-neuf portes feuilles de carton, le tout rangé par classes avec les noms écrits au bas de chaque plante ;
- Un médaillier (p. 219ff), des volumes d’estampes (avaient presque toutes rapport à l'histoire naturelle) et quelques pierres fines comme Malachites, Émeraudes, Grenats, Péridots, Rubis, Jacinthes… des Dendrites ou Agates arborisées ;
- Des Recueils sur l'Histoire Naturelle & autres sciences (p. 203ff) parmi lesquels : Les Coquilles de Lister, un autre sur les coquilles du cabinet de Rumphius, Museum Beslerianum 1716 (Basil Besler posséda l'une des premières collections de coquilles en Allemagne); Muséum Kircherianum 1620, Hortus Palatinus (en) 1620 (de Salomon de Caus); différents (registres de) Cabinets; Les Plantes du Cabinet du Roi, en deux volumes, Histoire Naturelle de la Caroline, la Floride et les iles Bahamas (de Mark Catesby, 1731), des Anatomies, « Estettensis », 4 volumes (le 4e volume manque souvent dans les bibliothèques) ;

La liste des tableaux (Monsieur de la Joüe; Quentin Metsys : Un Marchand Joaillier dans son cabinet, Ruysdael et un petit Paysage de papier découpé… l'ouvrage d'une Dame Hollandaise) commence p. 209.
- De nombreux bronzes, porcelaines de Saxe ou « de la Chine », pièces en Lac des Indes noir et or; écritoires, boîtes diverses, etc.

## Sources bibliographiques
- Franck Bourdier, « Le Fastueux cabinet de Bonnier de la Mosson », Connaissance des arts, vol. 59,‎ août 1959, p. 52-59
- Franck Bourdier, « Le Cabinet d'histoire naturelle du Muséum », Sciences et l'enseignement des sciences, revue française des Sciences et des Techniques, vol. 18,‎ mars-avril 1962
- Jean-Baptiste Courtonne, Relevé par Courtonne des décors d'armoires et d'étagères qu'il réalisa pour le collectionneur Bonnier de La Mosson dans son hôtel de la rue Saint-Dominique, 1739
- Edme-François Gersaint (ill. François Boucher, grav. Claude-Augustin-Pierre Duflos), Catalogue raisonné d'une collection considérable de diverses curiosités en tous genres contenues dans les cabinets de feu M. Bonnier de La Mosson, Paris, Marie-Jacques Barrois et Pierre-Guillaume Simon, 1744, XIII-234 p., in-12° (OCLC 51772959, BNF 30501333, présentation en ligne, lire en ligne)
- (en) Celeste Olalquiaga, « Object Lesson / Transitional Object - The cabinet of Baron de la Mosson », Cabinet, vol. 20,‎ 2005-2006 (lire en ligne)
- Bruno Pons, Le faubourg Saint-Germain : La rue Saint-Dominique, hôtels et amateurs, org. par la délégation à l'action artistique de la ville de Paris et la Société d'histoire et d'archéologie du VIIe arrondissement, Paris, Musée Rodin, 1984, « L'hôtel du Lude puis Bonnier de la Mosson puis De Grimberghem… », p. 150-161